# Bernadine Bezuidenhout
Bernadine Michelle Bezuidenhout (* 14. September 1993 in Kimberley, Südafrika) ist eine südafrikanische Cricketspielerin, die zwischen 2014 und 2015 für die südafrikanische Nationalmannschaft aktiv war und seit 2018 für die neuseeländische Nationalmannschaft spielt.

## Kindheit und Ausbildung
Sie wuchs in Kimberley auf und widmete sich zahlreichen Sportarten. Mit 17 Jahren erhielt sie ein Stipendium, um an einem US-College Golf zu spielen. Sie spielte ebenso Hockey.

## Aktive Karriere
Ihr Debüt in der südafrikanischen Nationalmannschaft gab sie im September 2014 in  England, als sie ihr erstes WTwenty20 bestritt. Im Oktober folgte in  Sri Lanka ihr Debüt im WODI-Cricket. Im März 2015 spielte sie ihr letztes Spiel für Südafrika und wechselte daraufhin nach Neuseeland, wo sie nach Christchurch zog, wo sie sich ein besseres und sichereres Leben erhoffte. Nach zwei Jahren, in denen sie für die Northern Districts spielte, qualifizierte sie sich für die neuseeländische Nationalmannschaft. Mit dieser spielte sie erstmals im Juni 2018 in Irland. Nach guten Leistungen dort erhielt sie einen Vertrag mit dem neuseeländischen Verband. Mit diesem reiste sie zum ICC Women’s World Twenty20 2018 und absolvierte dort drei Spiele. Im Februar 2019 erlitt sie einen Fingerbruch, der sie ihren Platz im Team kostete. In der Folge nahmen die Verletzungen zu, sie kämpfte sich jedoch zurück ins Team, verzichtete jedoch auf den ICC Women’s T20 World Cup 2020. Daraufhin verlor sie auch ihren Vertrag mit dem Verband. Nachdem bei ihr ein Relatives Energiedefizit im Sport diagnostiziert wurde, setzte sie komplett mit dem Cricketspielen aus. Sie organisierte ein Sportprojekt für Kinder und arbeitete mit jugendlichen Gefängnisinsassen. Es dauerte zwei Jahre, bis sie wieder spielen konnte und nachdem sie gute Leistungen in der neuseeländischen Saison 2022/23 erzielte, wurde sie für den ICC Women’s T20 World Cup 2023 nominiert. Dort war sie an allen vier Spielen beteiligt und erreichte unter anderem 44 Runs gegen Bangladesch.